# Чистоводное (станция)
Чистоводное  — ныне не существующая железнодорожная станция Сахалинского региона Дальневосточной железной дороги. Названа по названию населённого пункта, в котором была расположена. В составе имела 1 железнодорожный мост.

## История
Станция открыта в 1928 году в составе пускового участка (Тойохара) Южно-Сахалинск — (Тэй) Холмск-Сортировочный под названием Симидзу. В 1946 году после перехода станции под контроль СССР станция получила современное название. Станция, возможно, являлась только остановочным  пунктом.
В 1994 году закрыта вместе с участком Николайчук — Новодеревенская, пути демонтированы к 1998 году.